# 朱承烱
汶川安惠王朱承烱（16世纪—1598年），《明史》作朱承烔，明朝汶川恭僖王朱宾沙孙，汶川长子朱让杝的庶长子。
嘉靖三十九年（1560年），朱让杝去世。嘉靖四十年（1561年），朱宾沙去世。嘉靖四十五年（1566年）四月，明世宗遣忻城伯趙祖徵等為正使，翰林院編修李自華等為副使，持節冊封朱承烱為汶川王。
隆庆二年（1568年）四月，明穆宗御皇極殿传诏遣使持節冊封兵馬副指揮楊璔的女兒為汶川王妃。
万历二十六年（1598年），朱承烱去世。万历二十八年（1600年），庶长子朱宣袭封为汶川王。